# Mohamed Attoumane
Mohamed Attoumane (in arabo محمد عتماني‎?; Iconi, 9 settembre 1981) è un ex nuotatore comoriano, specializzato nello stile libero.

## Biografia
Rappresentò le Comore ai Giochi olimpici estivi di Pechino 2008, dove ottenne il 91º tempo nelle batterie dei 50 m stile libero e fu eliminato.